# 1918-as norvég labdarúgókupa
A 1918-as norvég labdarúgókupa a Norvég labdarúgókupa 17. szezonja volt. A címvédő a Sarpsborg csapata volt. A kupában minden olyan csapat részt vehetett, amely tagja a Norvég labdarúgó-szövetségnek. A szezonban 44 csapat vett részt. A tornát a Kvik (Fredrikshald) csapata nyerte meg, a kupa történetében először.

## Első kör
| 1. csapat             | Eredmény | 2. csapat             |
| --------------------- | -------- | --------------------- |
| Fram (Larvik)         | 3–0      | Tønsberg Turn         |
| Frem                  | 5–1      | Viking                |
| Hamar FL              | 5–1      | Kristiania-Kameratene |
| Kristiania Ballklub   | 2–3      | Mjøndalen             |
| Pors                  | 0–1      | Drammen               |
| Sportsklubben av 1910 | 4–1      | Eidsvold              |
| Rapp                  | 4–2      | Neset                 |
| Ready                 | 0–5      | Moss                  |
| Start                 | 1–5      | Ørn                   |
| Storm                 | 6–0      | Skotfos               |
| Sverre                | 5–2      | Freidig               |
| Vidar                 | 2–0      | Nornen                |

## Második kör
| 1. csapat           | Eredmény | 2. csapat             |
| ------------------- | -------- | --------------------- |
| Brage               | 1–2      | Mercantile            |
| Brann               | 3–0      | Brodd                 |
| Drammen             | 5–0      | Snøgg                 |
| Frigg               | 0–1      | Fram (Larvik)         |
| Lyn (Gjøvik)        | 1–0      | Fredrikstad           |
| Kristiansund        | 3–4      | Aalesund              |
| Kvik (Fredrikshald) | 5–0      | Trygg                 |
| Larvik Turn         | 3–2      | Skiold                |
| Lyn                 | 3–2      | Hamar FL              |
| Mjøndalen           | 5–3      | Storm                 |
| Odd                 | 7–0      | Sportsklubben av 1910 |
| Stavanger           | 3–1      | Drafn                 |
| Sverre              | 9–0      | Rapp                  |
| Urædd               | 3–5      | Sarpsborg             |
| Vidar               | 4–2      | Frem                  |
| Ørn                 | 3–0      | Moss                  |

## Harmadik kör
| 1. csapat           | Eredmény   | 2. csapat     |
| ------------------- | ---------- | ------------- |
| 1918. szeptember 8. |            |               |
| Mercantile          | 1–2 (h.u.) | Ørn           |
| Kvik (Fredrikshald) | 4–2 (h.u.) | Odd           |
| Sarpsborg           | 2–1        | Drammen       |
| Mjøndalen           | 0–5        | Lyn           |
| Lyn (Gjøvik)        | 1–3        | Brann         |
| Aalesund            | 0–5        | Sverre        |
| Larvik Turn         | 1–2        | Fram (Larvik) |
| Stavanger           | —          | Vidar         |

- A Stavanger csapata mérkőzés nélkül továbbjutott

## Negyeddöntők
| 1. csapat            | Eredmény   | 2. csapat           |
| -------------------- | ---------- | ------------------- |
| 1918. szeptember 22. |            |                     |
| Sarpsborg            | 2–5        | Kvik (Fredrikshald) |
| Ørn                  | 4–1        | Fram (Larvik)       |
| Stavanger            | 0–0 (h.u.) | Brann               |
| Lyn                  | —          | Sverre              |

- A Lyn csapata mérkőzés nélkül továbbjutott

### Újrajátszás
| 1. csapat            | Eredmény   | 2. csapat |
| -------------------- | ---------- | --------- |
| 1918. szeptember 27. |            |           |
| Brann                | 3–2 (h.u.) | Stavanger |

## Elődöntők
| 1. csapat            | Eredmény | 2. csapat |
| -------------------- | -------- | --------- |
| 1918. szeptember 29. |          |           |
| Brann                | 1–0      | Lyn       |
| Kvik (Fredrikshald)  | 2–1      | Ørn       |

## Döntő
| 1918. október 13. |

| Kvik (Fredrikshald)                                 | 4–0 | Brann |
| --------------------------------------------------- | --- | ----- |
| Helgesen 58' 61' (11-esből) Andersen 71' Flinth 89' |     |       |

| Marienlyst, Drammen Nézőszám: 12 000 Játékvezető: Ragnvald Smedvik (Frigg) |

| A Kvik Halden játékoskerete |  |                  |
|                             |  |                  |
| GK                          |  | Ole Paulsen      |
| DF                          |  | Johan Svendsen   |
| DF                          |  | Otto Klein       |
| MF                          |  | Ole Paulsbo      |
| MF                          |  | Thomas Andresen  |
| MF                          |  | Fritz Karlsen    |
| FW                          |  | Peder Puck       |
| FW                          |  | Alf Flinth       |
| FW                          |  | Johnny Helgesen  |
| FW                          |  | Arne Andersen    |
| FW                          |  | Hartvig Olavesen |

| A Brann játékoskerete |  |                 |
|                       |  |                 |
| GK                    |  | Sigurd Wathne   |
| DF                    |  | Laurentius Eide |
| DF                    |  | John Johnsen    |
| MF                    |  | Alexander Olsen |
| MF                    |  | George Deans    |
| MF                    |  | Gerhard Gran    |
| FW                    |  | Johann Greve    |
| FW                    |  | Finn Berstad    |
| FW                    |  | Torkel Trædal   |
| FW                    |  | Alf Berstad     |
| FW                    |  | Odd Johnsen     |